# Prague Lions
Die Prague Lions sind ein American-Football-Team aus der tschechischen Hauptstadt Prag. Die Mannschaft wurde 1991 gegründet und ist damit die älteste in Tschechien. Seit der Saison 2023 spielt das Team in der European League of Football.
Die Prague Lions gewannen sechs Mal den Czech Bowl, die tschechische Meisterschaft: 1998, 2004 bis 2006, 2019 und 2022.

## Geschichte

### Verein
Die Lions wurden 1991 von Martin Vybořil gegründet. Zusammen mit dem Prague Panthers, den Brno Alligators und den Ostrava Cobras gründeten die Lions die Česká asociace amerického fotbalu (ČAAF), die seit 1994 die Česká liga amerického fotbalu ČLAF veranstaltet. In den ersten beiden Jahren wurden die Lions jeweils Vizemeister hinter den Panthers. Erst 1998 gelang der erste Meistertitel. Nach drei weiteren Niederlagen in den Czech Bowls 1999, 2000 und 2003 gegen die Panthers konnten die Lions von 2004 bis 2006 drei Mal in Folge den Titel gewinnen.
Nach drei weiteren Czech-Bowl-Teilnahmen, die jeweils gegen die Panthers verloren gingen, kam es 2009 zu Streitigkeiten im Club. In der Folge wechselte ein Großteil der Spieler zu den neu gegründeten Prague Black Hawks. Die Black Hawks fusionierten 2013 mit den Panthers – die seit 2010 auch in der österreichischen AFL spielten – zu den Prague Black Panthers.
Die Lions mussten ein neues Team aufbauen. 2013 und 2016 erreichten die Lions wieder den Czech Bowl, unterlagen aber beide Male den Black Panthers, zu dieser Zeit Serienmeister. Die Lions traten 2016 erstmals international an. In der IFAF Europe Champions League 2016 konnte man aber nur zwei Niederlagen gegen die Triangle Razorbacks und die Panthers Wrocław einfahren.
Mit dem 2018 verpflichteten Head Coach Zach Harrod wurden die Lions zu einer der besten Mannschaften der ČLAF. Sie holten sich 2019 und 2022 erneut die tschechische Meisterschaft. Auf internationaler Ebene zog man 2022 in das Finale des CEFL Cup ein, wo man jedoch den Fehérvár Enthroners mit 20:24 unterlag.

### European League of Football
Am 23. September 2022 gaben die Lions den Einstieg in die European League of Football bekannt. Sie stellen zudem weiterhin eine zweite Mannschaft in der 2. tschechischen Liga. Als Heimspielstätte wurde das Stadion FK Viktoria Žižkov in Prag mit einer Kapazität von 3327 Zuschauern vorgestellt. Neben seiner Position als Head Coach bekleidete Zach Harrod zudem fortan die des Co-Owners und General Managers.

### Saison 2023
Die Prague Lions starteten 2023 in ihre erste Saison. Vor dem achten Spieltag der Saison 2023 wurde öffentlich, dass sich die Lions in einer finanziellen Problemlage befänden. Da dies unter anderem zur Folge hatte, dass Gehaltszahlungen ausblieben, entschieden sich die Spieler in einer Abstimmung gegen die Durchführung des Auswärtsspiels gegen die Fehérvér Enthroners. Wenige Tage später, am 25. Juli, gaben sowohl die Lions als auch die ELF bekannt, dass der Spielbetrieb in der Saison 2023 sichergestellt sei. Als Reaktion auf die Situation wurden allerdings Veränderungen teaminterner Strukturen angekündigt, von denen vor allem die Trennung von Zach Harrod als auch die Abkehr vom Stadion FK Viktoria Žižkov als Heimspielstätte hervorstechen. Als einer der Ausweichplätze wurde bereits das Sports Center Hostivař der Karls-Universität angekündigt, auf dem die Lions schon in der ČLAF gespielt haben. Nachfolger von Harrod als Head Coach wurde Defensive Coordinator Dan Disch. Des Weiteren gaben einige Spieler bekannt, nicht weiter Teil des 2023er Teams sein zu wollen. Ihre erste ELF-Saison beendeten die Lions mit nur einem Sieg auf dem letzten Platz ihrer Conference.

### Saison 2024
Noch vor Ende des Saison 2023 übernahm Mason Parker als neuer Eigentümer und General Manager die Lions. Im Investorenpool sind unter anderem Mötley-Crüe-Sänger Vince Neil und DeVante Parker, ehemaliger Wide Receiver der New England Patriots. Im Februar 2024 wurde das neue Branding der Franchise vorgestellt.
Im Dezember 2023 wurde mit Dan Disch der bestehende Interimstrainer als Cheftrainer für die Spielzeit 2024 bestätigt sowie mit Ed Stults ein neuer Offensive Coordinator präsentiert. Zudem entschlossen sich etliche lokale Spieler, auch 2024 für das Franchise zu spielen. Als Quarterback wurde mit Karé Lyles ein ehemaliger Division I-Athlet verpflichtet, der bereits für das NFL Network berichtete und in der GFL aktiv war.

### Saison 2025
Im September 2024 wurde Dave Warner als neuer Head Coach vorgestellt.

## Titel und Erfolge
National
- Česká liga amerického fotbalu
  - Siege (6): 1998, 2004, 2005, 2006, 2019, 2022
  - Vize (10): 1995, 1999, 2000, 2003, 2007, 2008, 2009, 2013, 2016, 2021

International
- Central European Football League Cup
  - Vize (1): 2022

## Statistiken in der ELF

### Platzierungen
| Saison | Conf./Div. | Platz | Spiele | S | N  | SQ    | P+  | P−  | Diff | Conf  | Serie     | Postseason | Zuschauer Ø |
| ------ | ---------- | ----- | ------ | - | -- | ----- | --- | --- | ---- | ----- | --------- | ---------- | ----------- |
| 2023   | Eastern    | 6.    | 12     | 1 | 11 | 0,083 | 155 | 441 | −286 | 1:9   | 4N‒1S‒7N  | ‒          | 904         |
| 2024   | Eastern    | 5.    | 12     | 1 | 11 | 0,083 | 134 | 417 | −283 | 1:7   | 10N‒1S‒1N | ‒          | 638         |
| 2025   | East       |       |        |   |    |       |     |     |      |       |           |            |             |
| Summe  | Summe      | Summe | 24     | 2 | 22 | 0,083 | 286 | 858 | −572 | 02:16 |           | ‒          | 744         |

(HF: Halbfinale, CG: Championship Game)

### Direkter Vergleich
| Gegner               | erste Begegnung | Regular Season | Regular Season | Regular Season | Regular Season | Regular Season | Regular Season | Regular Season | Play-offs | Play-offs | Play-offs | Play-offs | Play-offs | Höchster Sieg | Höchste Niederlage |
| Gegner               | erste Begegnung | Sp             | S              | N              | SQ             | P+             | P−             | Diff           | S         | N         | P+        | P−        | Diff      | Höchster Sieg | Höchste Niederlage |
| -------------------- | --------------- | -------------- | -------------- | -------------- | -------------- | -------------- | -------------- | -------------- | --------- | --------- | --------- | --------- | --------- | ------------- | ------------------ |
| Berlin Thunder       | 2023            | 4              | 0              | 4              | 0,000          | 37             | 165            | −128           |           |           |           |           |           | –             | 06:43 (2023)       |
| Cologne Centurions   | 2023            | 2              | 0              | 2              | 0,000          | 23             | 60             | 0−37           |           |           |           |           |           | –             | 09:37 (2023)       |
| Fehérvár Enthroners  | 2023            | 6              | 3              | 3              | 0,500          | 68             | 104            | 0−36           |           |           |           |           |           | 40:00 (2025)  | 00:35 (2023)       |
| Frankfurt Galaxy     | 2025            | 2              | 1              | 1              | 0,500          | 58             | 44             | 0+14           |           |           |           |           |           | 37:16 (2025)  | 21:28 (2025)       |
| Hamburg Sea Devils   | 2024            | 4              | 1              | 3              | 0,250          | 70             | 100            | 0−30           |           |           |           |           |           | 19:14 (2025)  | 13:28 (2025)       |
| Helvetic Mercenaries | 2025            | 2              | 2              | 0              | 1,000          | 129            | 32             | +97            |           |           |           |           |           | 69:12 (2025)  | –                  |
| Leipzig Kings        | 2023            | 2              | 1              | 1              | 0,500          | 50             | 18             | 0+32           |           |           |           |           |           | 35:00 (2023)  | 15:18 (2023)       |
| Munich Ravens        | 2024            | 2              | 0              | 2              | 0,000          | 21             | 98             | 0–77           |           |           |           |           |           | –             | 07:51 (2024)       |
| Panthers Wrocław     | 2023            | 6              | 1              | 5              | 0,167          | 128            | 187            | 0−59           |           |           |           |           |           | 45:13 (2025)  | 13:73 (2023)       |
| Vienna Vikings       | 2023            | 6              | 0              | 6              | 0,000          | 62             | 290            | −228           |           |           |           |           |           | –             | 21:69 (2023)       |

Stand: 17. August 2025
Legende:
| Spiele       | Siege              | Niederlagen           |
| SQ Siegquote | P+ gemachte Punkte | P− gegnerische Punkte |

## Roster
Nach den Regeln der ELF hat der Großteil eines Rosters aus Home-Grown-Spielern zu bestehen, also solchen, die in dem Land begonnen haben American Football zu spielen, in dem sie aktuell spielen. Um die Konkurrenzfähigkeit einiger Teams zu steigern, hat die ELF die Ausweitung der Regionen, in denen jemand als Home Grown zählt, beschlossen. Für die Prague Lions bedeutet dies vereinfachte Zugriffsrechte auf Spieler aus der Slowakei.

## Trainer

### Head Coaches
| #                           | Name        | Saisons   | Regular Season | Regular Season | Regular Season | Regular Season | Play-offs | Play-offs | Play-offs |
| #                           | Name        | Saisons   | Spiele         | S              | N              | Gewonnen%      | Spiele    | S         | N         |
| --------------------------- | ----------- | --------- | -------------- | -------------- | -------------- | -------------- | --------- | --------- | --------- |
| European League of Football |             |           |                |                |                |                |           |           |           |
| 1                           | Zach Harrod | 2023      | 7              | 1              | 6              | 0,143          | 0         | 0         | 0         |
| 2                           | Dan Disch   | 2023–2024 | 17             | 1              | 16             | 0,059          | 0         | 0         | 0         |
| 3                           | Dave Warner | 2025–     |                |                |                |                |           |           |           |

## Sponsoren und Partner
Die Partnergruppe der Prague Lions umfasst insgesamt sechs Unternehmen bzw. Marken sowie die Stadt Prag (Stand: August 2023). Dies sind der Schweizer Motorenhersteller Vanguard Power (eine Marke von Briggs & Stratton), das Prager Restaurant rest. sowie die dazugehörige Bar rest.art, der österreichische Sportartikelhersteller K.Noah Custom Teamwear, der US-amerikanische New Era Cap Company und die tschechische Firma für Elektroinstallationen ELEBcz.